# Caseara
Caseara est une municipalité brésilienne située dans l'État du Tocantins.